# Civica Popolare
Civica Popolare Lorenzin è stata una lista elettorale italiana di centro, parte della coalizione di centro-sinistra alle elezioni politiche italiane del 2018, presentata alle elezioni politiche in Italia del 2018 composta da Alternativa Popolare, Centristi per l'Europa, Italia dei Valori, Unione per il Trentino-Democrazia Solidale e L'Italia è Popolare avente come leader l'uscente ministro della salute Beatrice Lorenzin.

## Storia
Il 29 dicembre 2017, all'interno della coalizione di centro-sinistra alle elezioni politiche italiane del 2018, Beatrice Lorenzin costituisce la lista Civica Popolare Lorenzin, di cui è leader, che riunisce, oltreché Alternativa Popolare, i Centristi per l'Europa di Pier Ferdinando Casini, l'Italia dei Valori di Ignazio Messina, l'Unione per il Trentino di Lorenzo Dellai e L'Italia è Popolare di Giuseppe De Mita. I candidati di AP nei collegi uninominali sono 11 alla Camera (i parlamentari uscenti Beatrice Lorenzin, Andrea Olivero, Lorenzo Dellai, Mario Dalla Tor, Nico D'Ascola, Sergio Pizzolante, Giuseppe De Mita e Guido Viceconte, più Gabriele Toccafondi, Angelo Capelli e Natalia Cimino) e 6 al Senato (gli uscenti Gioacchino Alfano, Paolo Alli, Pier Ferdinando Casini e Federica Chiavaroli, più Ignazio Messina e Tiziano Mellarini).
Il 31 dicembre 2017 Gentile si dimette dalla carica di coordinatore di AP e annuncia il suo riavvicinamento a Forza Italia.
Il 19 gennaio 2018 viene ufficializzata l'adesione a CPL del Movimento Passione Italia della deputata Renata Bueno, candidata nella circoscrizione estero.
Per le elezioni regionali in Lombardia del 2018, Alternativa Popolare (sempre in Civica Popolare), dopo aver governato per cinque anni, dapprima come PdL, poi come NCD, con la Presidenza Maroni di centro-destra, per la quale Angelo Capelli è autore della riforma sanitaria, sostiene il candidato di centro-sinistra Giorgio Gori, come da allineamento nazionale. Raffaele Cattaneo e la maggioranza degli esponenti di Lombardia Popolare, ramo lombardo del partito, aderiscono a Noi con l'Italia per supportare Attilio Fontana in continuità con il centro-destra.
Per le elezioni regionali nel Lazio del 2018 viene in un primo momento mantenuta la linea nazionale e Civica Popolare sostiene il Presidente uscente Nicola Zingaretti con il centro-sinistra, nonostante gli ex rappresentanti del predecessore NCD, e prima ancora PdL, fossero stati cinque anni all'opposizione con il centro-destra, come da elezione nel 2013. 
Nel gennaio del 2018 Beatrice Lorenzin conferma che, a causa dell'apertura a Liberi e Uguali da parte di Zingaretti, Civica Popolare correrà da sola alle regionali nel Lazio con Jean-Léonard Touadi, ex collaboratore proprio di Zingaretti.
L'11 febbraio 2018 l'europarlamentare Giovanni La Via lascia AP e torna in Forza Italia; il partito perde così la propria rappresentanza al Parlamento europeo.
A seguito di un deludente 0,5%, Civica Popolare non raggiunge la soglia di sbarramento.
Di AP soltanto Beatrice Lorenzin e Gabriele Toccafondi risulteranno vincitori nei loro collegi uninominali per la Camera, mentre Pier Ferdinando Casini di Centristi per l'Europa risulta vincitore nel collegio uninominale per il Senato.
Anche le sfide regionali si riveleranno un flop: CPL non andrà oltre lo 0,4% in Lombardia e lo 0,2% nel Lazio. In seguito a questi deludenti risultati, Civica Popolare non corre né alle elezioni regionali in Molise, né a quelle in Friuli-Venezia Giulia.
Lorenzin e Toccafondi aderiscono, insieme agli esponenti del PSI Fausto Longo e Riccardo Nencini alla componente Civica Popolare-Alternativa Popolare-PSI-Area Civica del Gruppo misto; Casini invece aderisce al Gruppo per le Autonomie.
CPL torna in campo per le elezioni regionali in Abruzzo del 2019 appoggiando il candidato di centro-sinistra Giovanni Legnini in una lista civica legata a +Europa e Centro Democratico. La lista riscuote un discreto successo rispetto alle precedenti regionali, 2,36%, ma non elegge alcun consigliere.
La lista si scioglie quando alla vigilia delle elezioni europee del 2019 il partito di maggioranza, Alternativa Popolare, decide di uscirne e allearsi con Il Popolo della Famiglia. Il nome Civica Popolare rimane però utilizzato da Lorenzin e Toccafondi alla Camera fino alla loro fuoriuscita da AP nel settembre 2019.

## Nelle istituzioni

### Camera dei deputati
Gruppo misto -  Civica Popolare-AP-PSI-Area Civica
| XVIII Legislatura |
| ----------------- |
| 2 deputati        |

- Beatrice Lorenzin (fino a settembre 2019, passa poi al PD)
- Gabriele Toccafondi (fino a settembre 2019, passa poi a IV)

### Senato della Repubblica
Gruppo Per le Autonomie (SVP-PATT, UV)
| XVIII Legislatura |
| ----------------- |
| 1 senatore        |

- Pier Ferdinando Casini

## Risultati elettorali
| Elezione       | Elezione | Voti    | %    | Seggi   |
| -------------- | -------- | ------- | ---- | ------- |
| Politiche 2018 | Camera   | 177.825 | 0,54 | 2 / 630 |
| Politiche 2018 | Senato   | 157.230 | 0,52 | 1 / 315 |